# ظهور و سقوط زیگی استارداست و عنکبوت‌ها از مریخ
ظهور و سقوط زیگی استارداست و عنکبوت‌ها از مریخ (انگلیسی: The Rise and Fall of Ziggy Stardust and the Spiders from Mars؛ به اختصار زیگی استارداست) پنجمین آلبوم استودیویی دیوید بویی، موسیقی‌دان انگلیسی، است که در ۱۶ ژوئن ۱۹۷۲ در بریتانیا توسط آرسی‌ای رکوردز منتشر شد. این آلبوم با همکاری بویی و کن اسکات تهیه شده و گروه پشتیبان او، یعنی «عنکبوت‌ها از مریخ» — شامل میک رانسن (گیتار)، ترور بولدر (بیس) و میک وودمنسی (درامز) — در آن نواخته‌اند. ضبط این اثر از نوامبر ۱۹۷۱ تا فوریه ۱۹۷۲ در استودیو ترایدنت در لندن انجام شد.
این اثر که یک آلبوم مفهومی و اپرای راک شناخته می‌شود، بر شخصیت خیالی زیگی استارداست تمرکز دارد؛ شخصیتی که خود دیگر بویی است و به‌عنوان ستاره راک آندروجینی و دوجنس‌گرا معرفی می‌شود. زیگی در داستان به زمین فرستاده شده تا پیش از فاجعه‌ای آخرالزمانی ناجی بشریت باشد. او در این روایت قلب هواداران را به‌دست می‌آورد، اما در نهایت به‌دلیل غرور بیش‌ازحدش دچار سقوط می‌شود. این شخصیت از نوازندگانی مثل وینس تیلور الهام گرفته شده و بیشتر ایده اصلی آلبوم پس از ضبط ترانه‌ها شکل گرفت. سبک موسیقی آن ترکیبی از گلم راک و پروتوپانک است که تحت تأثیر هنرمندانی چون ایگی پاپ، ولوت آندرگراوند و مارک بولان قرار دارد. ترانه‌ها به موضوعاتی مثل ساختگی بودن موسیقی راک، مسائل سیاسی، مصرف مواد مخدر، هویت جنسی و شهرت پرداخته‌اند. طرح روی جلد آلبوم که ابتدا به‌صورت سیاه‌وسفید عکاسی و سپس رنگ‌آمیزی شده، در لندن، جلوی خانه خزفروشان «کی. وست»، تصویربرداری شده است.
پیش از انتشار آلبوم، تک‌آهنگ «استارمن» عرضه شد. آلبوم زیگی استارداست در جدول آلبوم‌های بریتانیا به رتبه پنجم رسید. منتقدان در کل نظر مثبتی داشتند؛ برخی موسیقی و مفهوم آن را تحسین کردند و برخی دیگر در درک آن به مشکل خوردند. کمی پس از انتشار، بویی در ژوئیه ۱۹۷۲ ترانه «استارمن» را در برنامه بهترین‌های پاپ بریتانیا اجرا کرد که این اجرا او را به شهرت رساند. شخصیت زیگی در تور بعدی با همین نام ادامه یافت و اجراهای آن در آلبوم‌های زنده و یک فیلم کنسرتی ثبت شدند. بویی آلبوم بعدی‌اش، علاءالدین سالم، را «زیگی به آمریکا می‌رود» توصیف کرد.
در دهه‌های بعد، زیگی استارداست به‌عنوان شاهکار بویی شناخته شد و در فهرست‌های حرفه‌ای بهترین آلبوم‌های تاریخ بارها قرار گرفت. او قصد داشت یک تئاتر موزیکال بر اساس این آلبوم بسازد، اما این پروژه به سرانجام نرسید و ایده‌هایش بعداً در آلبوم سگ‌های الماسی (۱۹۷۴) به‌کار رفت. این آلبوم چندین بار بازنشر شده و در سال ۲۰۱۲ برای چهلمین سالگردش بازسازی صوتی شد. در سال ۲۰۱۷، به‌دلیل اهمیت فرهنگی، تاریخی و زیبایی‌شناختی، برای نگهداری در فهرست ملی ضبط اصوات کتابخانه کنگره انتخاب شد.

## زمینه
دیوید بویی پس از تور تبلیغاتی‌اش در آمریکا در فوریه ۱۹۷۱، به خانه‌اش در هادون هال انگلستان برگشت و دست به کار نوشتن ترانه‌هایی شد که رنگ و بوی ژانرهای متنوع موسیقی آمریکایی را در خود داشتند. او بیش از ۳۵ ترانه نوشت که خیلی‌هایشان در چهارمین آلبوم استودیویی‌اش، رضایتمندانه، و آلبوم زیگی استارداست جا گرفتند؛ «مونیج دی‌دریم» و «هنگ آن تو یورسلف» از جمله این‌ها بودند که بویی ابتدا در فوریه ۱۹۷۱ با گروه موقتی‌اش، آرنولد کورنز، ضبط کرد و سپس برای زیگی استارداست دوباره اصلاح شدند.
رضایتمندانه اواسط سال ۱۹۷۱ در استودیوی ترایدنت لندن ضبط شد و کن اسکات تهیه‌کنندگی‌اش را بر عهده داشت. نوازنده‌هایی که بعدها به اسپایدرز فرام مارس معروف شدند، یعنی میک رانسن (گیتاریست)، ترور بولدر (بیسیست) و میک وودمنسی (درامر)، در این جلسات همراهی می‌کردند. وودمنسی می‌گوید رضایتمندانه و زیگی استارداست تقریباً پشت هم ضبط شدند، ولی گروه متوجه شد که بیشتر قطعات رضایتمندانه برای اجرای زنده به درد نمی‌خورند؛ برای همین دنبال آلبومی رفتند که ترانه‌هایی برای تورهایشان داشته باشد.
وقتی تونی دفریس، مدیر برنامهٔ بویی، قراردادش را با مرکوری رکوردز به هم زد، آلبوم را به چند شرکت موسیقی در آمریکا، از جمله آرسی‌ای رکوردز در نیویورک، برد. دنیس کاتز، رئیس آرسی‌ای، نوارها را شنید و از ترانه‌های پیانومحور خوشش آمد؛ نتیجه‌اش شد امضای قرارداد سه‌آلبومی با بویی در سپتامبر ۱۹۷۱. آرسی‌ای تا آخر دهه پای ثابت بویی ماند. رضایتمندانه در دسامبر ۱۹۷۱ منتشر شد و منتقدان خیلی از آن تعریف کردند، ولی فروش چندانی نداشت.

## تأثیر و میراث
به‌طور گسترده زیگی استارداست به‌عنوان آلبومی شناخته می‌شود که بویی را به شهرت و موفقیت رساند. اگرچه پگ معتقد است زیگی استارداست بهترین اثر بویی نبوده، اما اظهار داشته که این آلبوم بزرگ‌ترین تأثیر فرهنگی را در میان تمام آثار او داشته است.  ترینکا این آلبوم را یک اثر نمایشی می‌داند که شنونده را به دنیای خودش می‌برد، طوری که انگار تماشاگر یک ماجراست، و این تجربه آنقدر قوی است که حتی بعد از گذشت سال‌ها هم شنیدنش هیجان‌انگیز است.
در بررسی‌های گذشته‌نگر، بارنی هاسکینز و مارک پیت‌رس، به ترتیب در نشریه‌های ایندیپندنت و رکورد کلکتور، بویی را با مارک بولان مقایسه کرده‌اند. مارک بولان یک سال زودتر از بویی به شهرت رسید و بر شکل‌گیری شخصیت گلم راک بویی، یعنی زیگی استارداست، تأثیر گذاشت. اما بولان به دلیل اینکه نتوانست خود را با شرایط جدید وفق دهد، جایگاه شهرتش را در درازمدت از دست داد. از سوی دیگر، بویی تغییر را به موضوع اصلی کل حرفه‌اش تبدیل کرد و در دهه ۱۹۷۰ با سبک‌های مختلف موسیقی پیش رفت؛ از گلم راک زیگی استارداست تا دوک سفید لاغر در آلبوم ایستگاه به ایستگاه (۱۹۷۶). هاسکینز استدلال کرد که بویی از طریق شخصیت زیگی، «گلم‌راک را به جاهایی برد که سوئیت فقط در کابوس‌هایش می‌دید». دیو سوانسون از آلتیمیت کلاسیک راک گفته که درست وقتی مردم داشتند به گلم عادت می‌کردند، بویی تصمیم گرفت راهش را عوض کند و ظرف دو سال شخصیت زیگی را کنار گذاشت. جو لینچ از نشریهٔ بیلبورد دربارهٔ نقش بویی در شکل‌گیری گلم راک نوشت و گفت آلبوم‌های زیگی استارداست و علاءالدین سالم بودند که «آینده درخشان و شهرت همیشگی بویی را رقم زدند». به نظر او این دو آلبوم از چارچوب گلم راک «بالاتر رفتند» و به‌عنوان «آثار هنری» نه‌تنها در گلم، بلکه در تاریخ راک هم ماندگار شدند. کریس جونز از بی‌بی‌سی میوزیک در سال ۲۰۰۲ اظهار داشت که بویی با این آلبوم، الگویی برای «ستاره پاپ واقعاً مدرن» خلق کرد؛ الگویی که تا به امروز هیچ‌کس نتوانسته آن را تکرار کند.

## فهرست قطعه‌ها
تمام قطعه‌ها را دیوید بویی نوشته است، به‌جز آن‌هایی که ذکر شده است.
طرف اول
1. «پنج سال» – ۴:۴۲
2. «عشق روح» – ۳:۳۴
3. «افکار پوچ» – ۴:۴۰
4. «استارمن» – ۴:۱۰
5. «آسان نیست» (رون دیویس) – ۲:۵۸

طرف دوم
1. «لیدی استارداست» – ۳:۲۲
2. «استار» – ۲:۴۷
3. «به خودت صبر بده» – ۲:۴۰
4. «زیگی استارداست» – ۳:۱۳
5. «سافراجت سیتی» – ۳:۲۵
6. «راک اند رول سوساید» – ۲:۵۸